# Fritz Koppmann
Friedrich „Fritz“ Koppmann (* 4. April 1865 in Hamburg; † nach 1927) war ein deutscher Porträt-, Landschafts- und Marinemaler.

## Leben
Koppmann studierte in den Jahren 1887 bis 1895 in München, Düsseldorf, Weimar und Paris. 1888 besuchte er die Kunstakademie Düsseldorf. Dort war er Schüler in der Vorbereitungsklasse von Hugo Crola. Koppmann unternahm Studienreisen in die Niederlande und nach Belgien, in die Normandie und Bretagne sowie nach Algier. In den 1920er Jahren war er in Kiel tätig.